# Howard Fast
Howard Melvin Fast (* 11. November 1914 in New York; † 12. März 2003 in Old Greenwich, Connecticut) war ein US-amerikanischer Schriftsteller. Er verfasste vorwiegend historische Romane, Biographien und Dramen; etliche wurden Bestseller. Einige erschienen unter Pseudonymen, darunter E. V. Cunningham. Zunächst Verfechter und Erforscher des nordamerikanischen Freiheitsideals, dann Kämpfer gegen ökonomische und soziale Ungleichheit, hatte sich Fast um 1940 zum Kommunismus sowjetischer Prägung bekannt und der Kommunistischen Partei der USA (CPUSA) angeschlossen, sagte sich davon aber 1957 öffentlich wieder los.

## Leben
Fast wuchs als Sohn jüdischer Einwanderer aus Osteuropa in ärmlichen proletarischen Verhältnissen auf. Er war keine 10 Jahre alt, als seine Mutter starb. Schon als Kind und Jugendlicher Zeitungsverkäufer, Bettler, Dieb, Gelegenheitsarbeiter, finanzierte er sich den Besuch der High-School selbst. Ein gefördertes Studium an der New Yorker Kunstakademie brach er bereits nach einem Jahr wieder ab. Ein Job in einer öffentlichen Bücherei eröffnete ihm die Welt der Literatur. Nach eigener Aussage erwärmte er sich vor allem durch Jack Londons The Iron Heel für sozialistisches Gedankengut. Fast veröffentlichte im Alter von 19 Jahren 1933 mit Two Valleys seinen ersten Roman. Vier Jahre später heiratete er Bette Cohen († 1994). Aus der Ehe gingen zwei Kinder hervor; sein Sohn Jonathan heiratete Erica Mann. Eine zweite Ehe ging er in hohem Alter mit Mercedes O’Connor ein.
1939 erzielte der „Champion des fortschrittlichen US-Romans“ (Eric Homberger) mit Conceived in Liberty: A Novel of Valley Forge (der Roman spielt im Unabhängigkeitskrieg) erstmals eine Millionenauflage. Man war vom mitreißenden Tempo und der überzeugenden Dramaturgie seiner Erzählungen angetan.
Von 1942 bis 1944 diente Fast im Überseedienst des U.S. Office of War Information, anschließend war er Auslandskorrespondent für die Magazine Esquire und Coronet. Nach Kriegsende nahm ihn das FBI aufs Korn. Das KP-Mitglied Fast (eingetragen 1944 bis 1957) hatte sich, unter anderen Aktivitäten, zur Zeit des Spanischen Bürgerkriegs für ein Hospital der Volksfront starkgemacht, weigerte sich aber bei seiner Anhörung vor dem berüchtigten McCarthy-Ausschuss, die Namen von Parteimitgliedern preiszugeben. Das wurde mit drei Monaten Gefängnis geahndet. Seine Bücher wurden aus sämtlichen öffentlichen Bibliotheken verbannt. Zudem kam er auf die „Schwarze Liste“ (Blacklist), sodass er seinen Spartakus-Roman zunächst selbst verlegen musste.
1952 ließ sich Fast als New Yorker Kandidat der American Labor Party für den Kongress aufstellen. Er hatte eine Kolumne im Daily Worker, der Zeitung der CPUSA. In der Sowjetunion und anderen Staaten des Ostblocks war Fast zu dieser Zeit sehr populär, entsprechend hoch waren seine Buchauflagen. 1954 erhielt er den Internationalen Stalin-Friedenspreis. Nach Chruschtschows Rede auf dem 20. Parteitag der KPdSU (1956) und der Niederschlagung des ungarischen Aufstandes 1956 ernüchtert, verließ Fast die CPUSA und verlor in kommunistischen Kreisen sein Ansehen.
Unter anderem war Fast schockiert über das Ausmaß des Antisemitismus in der Sowjetunion, das er weit unterschätzt hatte. Er verarbeitete seine Desillusionierung in dem Roman Der nackte Gott (1957). Kein abtrünniger Kommunist vor ihm habe bitterer über seine persönlichen Erfahrungen geschrieben, stellte der Hochschullehrer David Sanders damals in der Washington Post fest. Fast habe jedoch betont, er schäme sich seiner Taten nicht. Er habe gegen den Krieg, die Unterdrückung der Indianer und der Schwarzen und die soziale Ungerechtigkeit gekämpft. Er sei stolz auf seine Bücher. “I regret that in some of my political articles I went overboard – but by and large I stand by what I wrote.” („Ich bedaure, dass ich in einigen meiner politischen Artikel zu weit ging – aber im Großen und Ganzen stehe ich zu dem, was ich schrieb.“) Auch Homberger bestätigt, Fast sei trotz seiner Enttäuschung kein „professioneller Antikommunist“ geworden (im Gegensatz zu Arthur Koestler oder auch Julián Gorkin).
Fasts letzter Roman (Greenwich) erschien im Jahr 2000. Er starb 2003 im Alter von 88 Jahren.

## Wirkung
1957 erwähnte Fast, bislang seien von seinen Büchern 20 Millionen Exemplare gedruckt worden. Im Ganzen veröffentlichte er über 80 Bücher, brachte es dabei auf Übersetzungen in 82 Sprachen und etliche Verfilmungen, darunter Stanley Kubricks Spartacus von 1960.
Neben „Politthrillern“ wie Spartacus oder Freedom Road (1944, über einen farbigen US-Senator, der den Ku-Klux-Klan bekämpft) und vielen Kurzgeschichten verfasste Fast – zumeist nach seiner KP-Zeit und unter seinem Pseudonym E. V. Cunningham – auch Kriminal- und Science-Fiction-Romane. Die Kritik sieht bei Fast zumeist drei wesentliche Schaffensperioden. Auf die radikalliberale Periode, in der er sich mit Romanen über Persönlichkeiten wie George Washington und Thomas Paine einen Namen machte, folgte die kommunistisch geprägte (1943–1956) – für Kindlers Neues Literaturlexikon eine „unter literarischem Aspekt unergiebige“ Periode, obwohl ihr unter anderem der verfilmte Welterfolg Spartacus entsprang. Als Hauptwerk der dritten Periode, offenbar eine Art Synthese, erachtet Kindlers die 1977 mit The Immigrants eingeleitete Romantetralogie zur „Einwanderungs- und Akkulturrationsproblematik“.
Laut Kindlers sei der 1943 erschienene Paine-Roman zwar Höhepunkt der ersten Periode und habe Fast auch „die üblichen Klischees des historischen Romans“ gemieden, dennoch seien Darstellungsweise und Charakterisierung doch „zu simpel und handlungsbetont, um den historischen Gestalten und Ereignissen gerecht zu werden“. Für Mervyn Rothstein dagegen erzielte Fast mit diesem „lebendigen Portrait einer der außergewöhnlichsten Figuren des 18. Jahrhunderts“, wie sich der Dramatiker Elmer Rice bei Erscheinen in der New York Times Book Revue ausgedrückt habe, seinen „Durchbruch“. Eric Homberger sieht in Fasts Roman über den Propagandisten der nordamerikanischen und der französischen Revolution beinahe ein Selbstporträt. Paine und Fast seien ähnlichen feindlichen Attacken sowie Verrätereien durch Genossen ausgesetzt gewesen. Homberger rückt das Buch sogar in die Nähe von Koestlers Sonnenfinsternis, obwohl Fast es schrieb, als er sich gerade der CPUSA anschloss, also nicht etwa aus ihr verstoßen wurde.
Der mit Fast befreundete israelische Autor Daniel Gavron urteilte in seinem Nachruf, Fast sei kein „großer“ Schriftsteller gewesen; dazu habe er, um seiner politischen Überzeugung willen, zu sehr geschulmeistert und schwarzweißgemalt. Gleichwohl müsse er als „superber“ Geschichtenerzähler gelten.

## Werke (Auswahl)
- Two Valleys. Dial Press, New York 1933.
- Strange Yesterday. Dodd, Mead & Co., New York 1934.
- Place in the City. Harcourt, Brace & Co., New York 1937.
- Conceived in Liberty: A Novel of Valley Forge. Simon & Schuster, New York 1941.
- The Last Frontier. Duell, Sloan & Pearce 1941 (dt. Die letzte Grenze. Dietz, Berlin/Ost 1951).
- The Unvanquished. Duell, Sloan & Pearce, New York 1942.
- The Tall Hunter. 1942 (dt. Der grosse Jäger, Kinderbuchverlag, Berlin/Ost, 1956).
- Citizen Tom Paine. Duell, Sloan & Pearce, New York 1943 (dt. Bürger Tom Paine. Dietz, Berlin/Ost 1953).[10]
- Freedom Road. Duell, Pearce & Sloan, New York 1944 (dt. Straße zur Freiheit. Verlag Neues Leben, Berlin/Ost 1948).
- The American: A Middle Western Legend. Duell, Sloan & Pearce, New York 1946 (Literary Guild selection, August 1946).
- Clarkton. Duell, Sloan & Pearce, New York 1947 (dt. Clarkton: Ein Roman. Dietz, Berlin/Ost 1949, online).
- The Children. Duell, Sloan & Pearce, New York 1947.
- Patrick Henry and the Frigate’s Keel, and other stories of a young nation. Duell, Sloan & Pearce, New York 1948 (dt. Patrick Henry und der Fregattenkiel, und andere Geschichten von einer jungen Nation. Dietz, Berlin/Ost 1953). Sammelband historischer Erzählungen.
- My Glorious Brothers. Little, Brown & Co., Boston 1948.
- The Proud and the Free. Little, Brown & Co., Boston 1950 (dt. Die Stolzen und die Freien. Dietz, Berlin/Ost 1957).
- Spartacus. Selbstverlag des Autors, New York 1951 (dt.: Spartacus. Dietz, Berlin/Ost 1953) – ISBN 3-293-20326-4.
- Fallen Angel. Little, Brown & Co., Boston 1952. (dt.: Die 27. Etage. Knaur Taschenbuch 110, München & Zürich 1965).[11]
- The passion of Sacco and Vanzetti, a New England legend. Blue Heron Press, New York 1953[12]
- The Last Supper and Other Stories. Blue Heron Press, New York 1955 (dt. Das Abendmahl und andere Geschichten von gestern und heute. Dietz, Berlin/Ost 1957).
- April Morning. Crown Publishers, New York 1961.
- Lydia. Doubleday & Co., Garden City, NY 1964 (dt. Lydia. Droemersche Verlagsanstalt Th. Knaur Nachf. München, Zürich 1969).
- The Edge of Tomorrow. Bantam, New York 1961 (Science-Fiction-Kurzgeschichten), (dt. Die neuen Menschen. Goldmanns Zukunftsromane #40, München 1963 & Goldmanns Weltraum-Taschenbücher 066, München 1966).
- Power. Doubleday & Co., Garden City, NY, 1962 (dt. Versuchung der Macht. Rheinische Verlags-Anstalt, Wiesbaden 1965).
- Sally. Wm. Morrow & Co., New York 1967 (dt. Sally. München & Zürich 1973) – ISBN 3-426-00394-5.
- The Hessian. Wm. Morrow & Co., New York 1972 (dt.: Der Trommelknabe. Molden, Wien 1975; als Der Sohn der Söldner, Wien 1978).
- Millie. Wm. Morrow & Co., New York 1973 (dt. Milly. MüncDhen/Zürich 1974) – ISBN 3-426-00444-5.[13]
- Max. Houghton Mifflin, Boston 1982 (dt. Max. Rowohlt, Reinbek 1985; 1988) – ISBN 3-499-12352-5.
- The Pledge. Houghton Mifflin, Boston 1988 (dt. Der Unbeirrbare Rowohlt, Reinbek 1991) – ISBN 3-499-12714-8.
- The Confession of Joe Cullen. Houghton Mifflin, Boston 1989 (dt. Das Geständnis des Joe Cullen. Reinbek 1992) – ISBN 3-499-12827-6.
- Redemption. Harcourt, Brace & Company, New York 1999
- Greenwich. Harcourt, Brace & Company, New York 2000

Romane um die Lavette Familie
- The Immigrants. Houghton Mifflin, Boston 1977 (dt. Die Einwanderer. Rowohlt, Reinbek 1979; 1983) – ISBN 3-499-15106-5
- Second Generation. Houghton Mifflin, Boston 1978 (dt. Die Nachkommen. Rowohlt, Reinbek 1980; 1983) – ISBN 3-499-15262-2
- The Establishment. Houghton Mifflin, Boston 1979 (dt. Die Arrivierten. Rowohlt, Reinbek 1981; 1986) – ISBN 3-499-15696-2
- The Legacy. Houghton Mifflin, Boston 1981 (dt. Die Erben. Rowohlt, Reinbek 1983; 1986) – ISBN 3-499-15765-9
- The Immigrant’s Daughter. Houghton Mifflin, Boston 1985 (dt. Die Tochter des Einwanderers. Rowohlt, Reinbek 1987; 1989) – ISBN 3-499-12701-6
- An Independent Woman. Harcourt Brace & Co., New York 1997

Sachliteratur und Essays
- The Story of the Jews in the United States. Jewish Information Series, no. 1, New York 1942.
- Tito and His People. Contemporary Publishers, Winnipeg, Alberta, 1944
- Intellectuals in the fight for peace.  Masses & Mainstream, New York 1949.
- Literature and Reality. International Publishers, New York 1950.
- Peekskill USA. Civil Rights Congress, New York 1951.[14]
- The Naked God: The Writer and the Communist Party Praeger, New York 1957.[15]
- The Jews: Story of a People. Dial Press, New York 1968
- The Art of Zen Meditation. Peace Press, Culver City, Calif., 1977 (dt. Die Kunst der Zen-Meditation. Zürich 1980, NA 1993) – ISBN 3-453-13411-7
- Being Red: A Memoir. Houghton Mifflin, Boston 1990.[16]
- War and Peace: Observations on Our Times. M.E. Sharpe, Armonk, NY, 1993. Essays aus dem New York Observer.

## Verfilmungen (Auswahl)
- 1948: Rachel und der Fremde (Rachel and the Stranger), Drehbuch von Waldo Salt nach der Erzählung Rachel (1941)
- 1960: Spartacus, Regie: Stanley Kubrick, Drehbuch von Dalton Trumbo nach Spartacus (1951)
- 1963: Plädoyer für einen Mörder (Man in the Middle). Drehbuch von Keith Waterhouse und Willis Hall nach The Winston Affair (1959)
- 1965: Die 27. Etage (Mirage), Regie: Edward Dmytryk, mit Gregory Peck, Diane Baker, Walter Matthau u. a., Drehbuch von Peter Stone nach Fallen Angel, Roman von Fast (als Walter Ericson, 1952)
- 1968: Die nackte Tote (Jigsaw), Drehbuch von Ranald MacDougall; Remake (in Farbe) von Mirage (s/w)
- 1988: Ein Tag im April (April Morning, TV-Film, 1987), Drehbuch von James Lee Barrett nach April Morning (1961)
- 2000: The Crossing – Die entscheidende Schlacht (The Crossing, Fernsehfilm), nach The Crossing (1971)
- 2004: Spartacus, nach Spartacus (1951)

Drehbuch
- 1976: Die 21 Stunden von München (21 Hours at Munich). Howard Fast und Edward Hume nach einem Buch von Serge Groussard